# Toporów (Łódź)
Pour les articles homonymes, voir Toporów.
Toporów est une localité polonaise de la gmina de Wierzchlas, située dans le powiat de Wieluń en voïvodie de Łódź.